# Cratere Orinda
Orinda  è un cratere sulla superficie di Marte.